# C.K. Prahalad

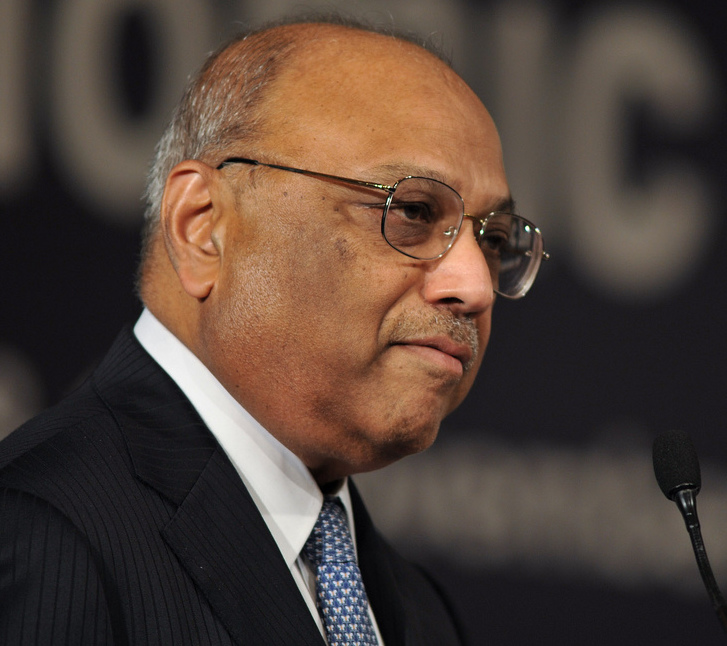
C.K.Prahalad in 2009

Coimbatore Krishnarao Prahalad, in de regel aangeduid als C.K. Prahalad, (Coimbatore, 8 augustus 1941 - San Diego, 16 april 2010) was een Indiase hoogleraar aan de University of Michigan Business School in de Amerikaanse plaats Ann Arbor. Hij was gespecialiseerd in bedrijfsstrategie.

## Biografie
Zijn voornaam 'Coimbatore' heeft hij te danken aan zijn geboorteplaats, zijn tweede voornaam 'Krishnarao' is de naam van zijn vader.
Het meest bekend is hij om het werk dat hij samen met Gary Hamel ontwikkelde met betrekking tot core competences (kerncompetenties). Dit werk zette de trend van outsourcing in het bedrijfsleven in gang en speelde een belangrijke rol in de opkomst van de zogenoemde resource-based view.
Al voor dat CK Prahalad de status van no.1 managementgoeroe had, speelde hij begin jaren negentig een belangrijke rol bij de redding van het Nederlandse elektronicaconcern Philips. CK werd een belangrijke adviseur van Jan Timmer en gaf vorm aan operatie Centurion, een reddingsoperatie voor Philips, waarbij hij ook regelmatig zelf voor het in de Ruwenberg of het Evoluon verzamelde Philipsmanagement stond.
Samen met Stuart L. Hart schreef hij "The fortune at the bottom of the Pyramid" onder het motto "armoede uitroeien door middel van winst". Bij de "bottom of the pyramid" (onderste laag van de piramide), tegenwoordig overigens meestal als "base of the pyramide"/BoP aangeduid, gaat het om de 4 miljard allerarmsten die van een paar euro per dag moeten rondkomen.
Prahalad wilde bedrijven producten voor de allerarmsten als (consumenten)groep laten ontwikkelen. Dit idee heeft niet alleen bij de corporaties, maar ook onder meer in de academische wereld veel navolging gevonden. Ook ondernemingen die durfkapitaal verstrekken kijken nu voorzichtig naar deze mogelijkheid. In 2006 ontving hij een eredoctoraat van de Universiteit van Tilburg.

## Werk

### Boeken
- The Multinational Mission: Balancing Local Demands and Global Vision (1987), met Yves Doz
- Competing for the future (1994), met Gary Hamel
- The Fortune at the Bottom of the Pyramid (2002). Eradicating Poverty through Profits
- The Future of Competition: Co-Creating Unique Value with Customers (2003), met Venkatram Ramaswamy

### Samenvatting
Van The Fortune at the Bottom of the Pyramid door CK Pralahad en Stuart Hart staat een samenvatting (16 p.) door de auteurs op de website van Berkeley University 

### Artikelen
- Do you really have a global strategy? (1985), Harvard Business Review
- The dominant logic: a new linkage between diversity and performance (1986), Strategic Management Journal, met Richard Bettis
- The Core Competence of the Corporation (1990), Harvard Business Review, met Gary Hamel
- The Role of Core Competencies in the Corporation (1993), Research Technology Management
- The End of Corporate Imperialism (1998), Harvard Business Review